# Azotki
Azotki – nieorganiczne związki chemiczne, będące formalnie pochodnymi amoniaku, NH3, w którym wszystkie wiązania N–H zostały zastąpione wiązaniami z innymi pierwiastkami. W azotkach azot ma stopień utlenienia −III i jest trójwiązalny, Wzór ogólny: MI3N (nie jest spełniony dla azotków międzywęzłowych). Azotki są dużą klasą związków o szerokim zakresie właściwości i zastosowań. Jon azotkowy, N3–, nigdy nie występuje w roztworach ponieważ ze względu na jego silną zasadowość zostaje protonowany.

## Klasyfikacja
Azotki mogą być klasyfikowane w zależności od charakteru dominującego typu wiązań. Azotki jonowe powstają, gdy drugim pierwiastkiem jest metal silnie elektrododatni, jak na przykład lit, tworząc jonowy azotek litu. Azotki metaliczne często tworzą się w połączeniach z metalami przejściowymi, na przykład z żelazem, tworząc azotek żelaza. W przypadku połączeń azotu z metalami mniej elektrododatnimi lub z niemetalami powstają związki posiadające przewagę wiązania kowalencyjnego, jak na przykład stały azotek glinu czy amoniak. Azotków nie należy mylić z azydkami – pochodnymi kwasu azotowodorowego, HN3.

## Otrzymywanie
Przykładowe metody otrzymywania:
- bezpośrednio z pierwiastków w wysokiej temperaturze:

3Ca + N
2 → Ca
3N
2
- reakcja z amoniakiem w wysokiej temperaturze:

3Mg + 2NH
3 → Mg
3N
2 + 3H
2↑
- termiczny rozkład amidków:

3Zn(NH
2)
2 → Zn
3N
2 + 4NH
3↑
przy czym dany amidek może być otrzymywany in situ, np.:
3Ca + 6NH
3  →  3[Ca(NH
2)
2]  →  Ca
3N
2 + 3H
2↑ + 4NH
3↑
- redukcja tlenku metalu w obecności azotu:

Al
2O
3 + 3C + N
2 → 2AlN + 3CO↑
- redukcja halogenku metalu w obecności azotu:

ZrCl
4 + 4H
2 + N
2 → 2ZrN + 3CO↑

## Przykłady azotków

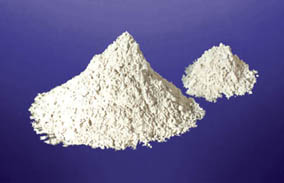
Azotek glinu

Klasyfikacja tak szerokiej grupy związków jest w pewnym stopniu arbitralna. Związki, gdzie azot nie występuje na −III stopniu utlenienia nie są zwykle określane mianem azotków, np. trójchlorek azotu, amoniak lub aminy.

### Azotki metali blokus
Tylko jeden azotek metali alkalicznych jest stabilny – różowo-czerwony azotek litu (Li3N), który tworzy się podczas spalania litu w atmosferze azotu. Otrzymano również nietrwały azotek sodu, który łatwo rozkłada się do wolnych pierwiastków. Powstaje on w reakcji sodu z azotem aktywowanym wyładowaniami elektrycznymi (gdy proces prowadzi się dłużej niż 5 min powstaje również azydek sodu, NaN
3). Istnieją doniesienia o analogicznej syntezie azotków wyższych metali alkalicznych, jednak są one bardzo nietrwałe i zostały bardzo słabo scharakteryzowane.
Azotki metali ziem alkalicznych mają ogólny wzór M3N2, np. Be
3N
2 lub Mg
3N
2. Są trwalsze od azotków metali alkalicznych i są dobrze poznane. Występują w licznych odmianach strukturalnych. Łatwo hydrolizują w kontakcie z wilgocią zawartą w powietrzu oraz w wyniku działania wody lub kwasów (podobnie zachowuje się azotek cynku):
Li
3N + 3H
2O  →  3LiOH + NH
3↑
Ca
3N
2 + 6H
2O → 3Ca(OH)
2 + 2NH
3↑
Zn
3N
2 + 6H
2O → 3Zn(OH)
2 + 2NH
3↑

### Azotki metali blokup

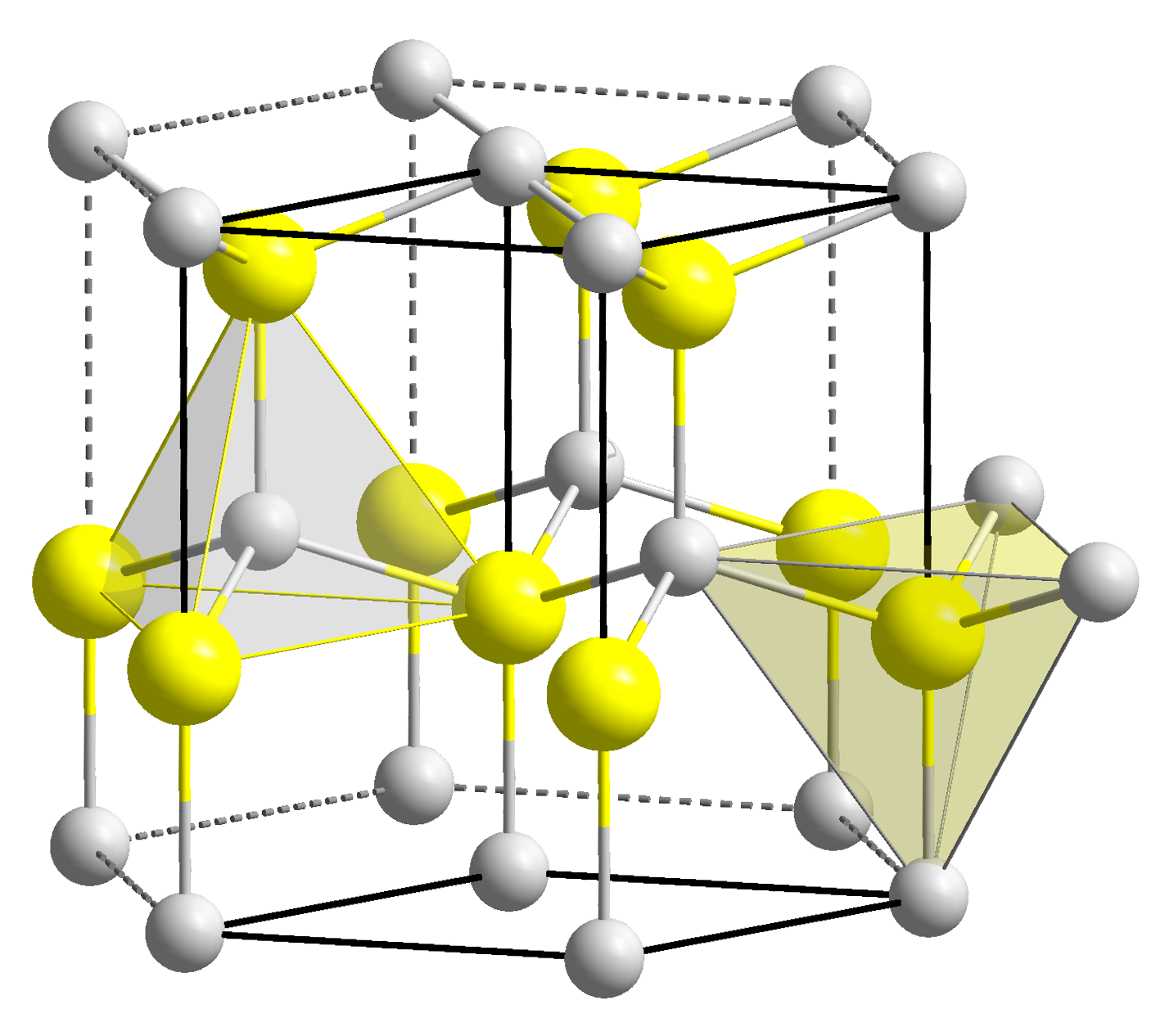
Przedstawienie struktury wurcytu

Azotek boru występuje pod kilkoma postaciami polimorfizm. Azotki krzemu i fosforu są również poznane, ale tylko ten drugi ma znaczenie przemysłowe. Azotki glinu, galu i indu przyjmują diamentopodobną strukturę wurcytu, w której atomy zajmują tetraedryczne położenia. Na przykład, w azotku glinu, każdy atom glinu posiada cztery otaczające go atomy azotu na narożach tetraedru i podobnie każdy atom azotu posiada cztery sąsiadujące z nim atomy glinu, znajdujące się w narożach tetraedru. Znany jest azotek talu(I) Tl3N, natomiast nie jest znany azotek talu(III) TlN co jest następstwem efektu biernej pary elektronowej.

### Azotki metali przejściowych
W 3 grupie układu okresowego znany jest tylko azotek skandu (ScN). W grupach 4, 5 i 6 metali przejściowych, w których znajduje się tytan, wanad i chrom wszystkie tworzą azotki. Charakteryzują się wysoką temperaturą topnienia i odpornością chemiczną, przedstawicielem tego typu azotków jest azotek tytanu. Czasami te substancje są nazywane "azotkami międzywęzłowymi".

Azotki grupy 7 i 8 łatwo ulegają rozkładowi. Na przykład, azotek żelaza, Fe2N rozkłada się przy 200 °C. Azotki platyny i osmu mogą zawierać cząsteczki N2, stąd też nie powinny być nazywane azotkami.

Do azotków metali grupy 11 należy m.in. Cu3N, a do azotków grupy 12 Zn3N2.

### Azotki cząsteczkowe

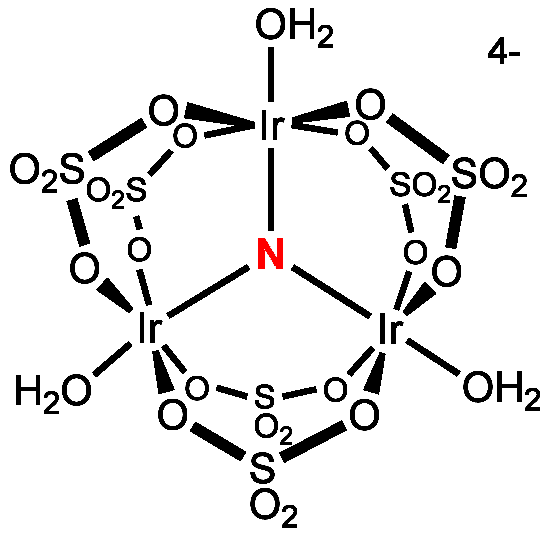
Azotkowy kompleks irydu

Wiele metali tworzy kompleksy azotkowe. Pierwiastki grupy głównej również tworzą pewne azotki cząsteczkowe. Cyjan ((CN)2) i tetraazotek tetrasiarki (S4N4) są rzadkimi przykładami podwójnych azotków cząsteczkowych. Rozpuszczają się one w rozpuszczalnikach apolarnych. Oba podlegają polimeryzacji. S4N4 jest bardziej trwały niż analogiczny Se4N4. Ogrzewanie S4N4 daje polimer.

## Zastosowanie
Azotki ze względu na różnorodność swoich właściwości mają bardzo szerokie spektrum zastosowań. Azotki charakteryzujące się wysoką twardością i ogniotrwałością, jak azotek tytanu czy azotek boru znajdują zastosowanie między innymi w produkcji ostrzy narzędzi tnących i skrawających, ogniotrwałych naczyń laboratoryjnych i pokryć ochronnych. Azotek galu znalazł zastosowanie w wytwarzaniu m.in. niebieskiego lasera. Tak jak niektóre tlenki, azotki mogą absorbować wodór i są rozważane pod kątem magazynowania wodoru, np. azotek litu.